# Villaseca (Trasmiras)
Villaseca (llamada oficialmente San Román de Vilaseca) es una parroquia y un lugar del municipio español de Trasmiras, en la provincia de Orense, Galicia.

## Toponimia
La parroquia también es conocida por el nombre de San Román de Villaseca.

## Historia
Hacia mediados del siglo XIX, la parroquia, ya por entonces perteneciente a Trasmiras, tenía contabilizada una población de 160 habitantes. Aparece descrita en el decimosexto y último volumen del Diccionario geográfico-estadístico-histórico de España y sus posesiones de Ultramar de Pascual Madoz con las siguientes palabras:

VILLASECA (San Roman): felig. en la prov. y dióc. de Orense (7 leg.), part. jud. de Ginzo de Limia (2), ayunt. de Trasmiras: sit. al S. de la laguna Antela é izq. de uno de los r. que forman el Limia: aires mas frecuentes N. y E.; clima algo propenso á reumas. Tiene 40 casas, y una igl. (San Roman), que es aneja de la de Sta. María de Escarnabois. Confina N. r. de Sarreaus; E. Nocelo de Pena; S. Escornabois, y O. Abavides. El terreno es llano y de buena calidad. prod.: centeno, patatas, lino, habas, nabos y pastos; se cria ganado vacuno, caballar, lanar y de cerda; caza de perdices y conejos, y pesca de anguilas. pobl.: 40 vec., 160 alm. contr. con su ayunt. (V.).
(Madoz, 1850, p. 284)

## Organización territorial
La parroquia está formada por una entidad de población:
- Vilaseca

## Demografía
Gráfica demográfica del lugar y parroquia de Villaseca según el INE español:
| Gráfica de evolución demográfica de Villaseca entre 2000 y 2023 |
|                                                                 |
| Datos según el nomenclátor publicado por el INE.                |